# 十月市镇
十月市镇（俄语：Октябрьское муниципальное образование）是俄罗斯联邦伊尔库茨克州图伦区所属的一个市镇。其下辖有个居民点，行政中心为第二十月镇。据2016年统计，该市镇的人口为327人。